# Lycus sagittatus
Lycus sagittatus es una especie de escarabajo de alas de red perteneciente a la familia Lycidae. Lycus sagittatus es parte del género Lycus y de la familia de los escarabajos de alas rojas.